# Harrison Gilbertson
Harrison Gilbertson (Adelaide, 29 giugno 1993) è un attore australiano.

## Biografia
Gilbertson è nato ad Adelaide, in Australia, figlio di Julie Sloan e Brian Gilbertson. Ha iniziato a recitare a 6 anni, quando ha preso parte a una produzione teatrale locale di Madama Butterfly. Ha fatto il suo debutto sul grande schermo nel 2002 in Australian Rules. Nel 2009 ha ottenuto uno dei ruolo principali nella commedia nera Accidents Happen. La critica ha lodato la sua interpretazione nel film e la sua capacità di recitazione.
Dopo aver preso parte solo a film australiani, nel 2010 ha fatto il suo debutto negli Stati Uniti con il film indipendente Virginia, diretto da Dustin Lance Black e interpretato da Jennifer Connelly e Ed Harris. Nel 2013 ha recitato nel dramma The Turning, film diviso in vari episodi diretti da diversi registi. In questa pellicola Gilbertson ha preso parte al segmento intitolato On Her Knees, diretto da Ashlee Page. Nell'anno successivo è apparso nell'horror Haunt e nel film d'azione Need for Speed, al fianco di Aaron Paul.

## Filmografia

### Cinema
- Australian Rules, regia di Paul Goldman (2002)
- Accidents Happen, regia di Andrew Lancaster (2009)
- Blessed, regia di Ana Kokkinos (2009)
- Beneath Hill 60, regia di Jeremy Sims (2010)
- Virginia, regia di Dustin Lance Black (2010)
- The Turning - segmento On Her Knees, regia di Ashlee Page (2013)
- Haunt, regia di Mac Carter (2014)
- Need for Speed, regia di Scott Waugh (2014)
- My Mistress, regia di Stephen Lance (2014)
- Hounds of Love, regia di Ben Young (2016)
- Fallen, regia di Scott Hicks (2016)
- Upgrade, regia di Leigh Whannell (2018)
- Look Away - Lo sguardo del male (Look Away), regia di Assaf Bernstein (2018)
- Nell'erba alta (In the Tall Grass), regia di Vincenzo Natali (2019)
- Oppenheimer, regia di Christopher Nolan (2023)
- Springsteen - Liberami dal nulla (Springsteen: Deliver Me From Nowhere), regia di Scott Cooper (2025)

### Cortometraggi
- Bush Basher, regia di Ben Young (2011)
- Smashed, regia di Sean Lahiff (2017)

### Televisione
- Conspiracy 365 – serie TV, 12 episodi (2012)
- Picnic at Hanging Rock – miniserie TV, 6 puntate (2018)
- Inverso - The Peripheral (The Peripheral) – serie TV, 4 episodi (2022)

## Riconoscimenti
- 2010 – Australian Film Institute Award[7]
  - Miglior giovane attore per Beneath Hill 60

## Doppiatori italiani
Nelle versioni in italiano delle opere in cui ha recitato, Harrison Gilbertson è stato doppiato da:
- Flavio Aquilone in Need for Speed, Fallen, Upgrade, Nell'erba alta
- Emanuele Ruzza in Picnic at Hanging Rock
- Gabriele Vender in Inverso - The Peripheral
- Alessandro Campaiola in Oppenheimer